# Bougainvillia multitentaculata
Bougainvillia multitentaculata is een hydroïdpoliep uit de familie Bougainvilliidae. De poliep komt uit het geslacht Bougainvillia. Bougainvillia multitentaculata werd in 1923 voor het eerst wetenschappelijk beschreven door Förster. 